# Hélène Rytmann
Hélène Rytmann, conocida como Hélène Legotien o Hélène Legotien-Rytmann (XVIII Distrito de París, 15 de octubre de 1910 - V Distrito de París, 16 de noviembre de 1980), fue una luchadora de la resistencia y socióloga francesa.
Fue militante comunista en la resistencia francesa contra el nazismo. Miembro del Partido Comunista Francés, fue expulsada tras ser acusada de trotskismo y por participar en ejecuciones sumarias de antiguos colaboradores nazis.
Rytmann fue asesinada por estrangulamiento en 1980 por su esposo Louis Althusser. Su asesinato atrajo mucha atención por parte de los medios franceses y Althusser fue llamado a ser condenado como un criminal ordinario, pero fue declarado inapto para ser juzgado por locura (artículo 64 del código penal, abrogado en 1994) y fue internado en un establecimiento psiquiátrico durante tres años.

## Biografía

### Juventud
Hélène Rytmann nació en París en 1910 en una familia judía de origen ruso y lituano. Según Althusser, Hélène Rytmann fue víctima de agresiones sexuales en su infancia por parte de su médico de familia. Cuando tenía 13 años, el médico la obligó a administrar una dosis mortal de morfina a su padre, que sufría de cáncer en fase terminal; al año siguiente, fue forzada a administrar otra dosis mortal a su madre, también en fase terminal. Sin embargo, esta historia podría haber sido inventada por Althusser, quien admitió haber incorporado «recuerdos imaginarios» en su «traumabiografía».
Uno de los hermanos de Hélène, Joseph Rytmann, era propietario de varias salas de cine en París, incluido Le Bretagne a partir de 1933.

### Actividades en la Resistencia
Durante la ocupación alemana de Francia, se negó a llevar la estrella amarilla exigida por los nazis y se unió a la resistencia francesa. Como militante, fue compañera de Jean Beaufret y estuvo afiliada a la división «Pericles» de la resistencia francesa. Se unió al Partido Comunista Francés, pero luego fue expulsada por «desviación trotskista» y «crímenes». Fue acusada de participar en ejecuciones sumarias de antiguos colaboradores nazis en Lyon. Hélène Rytmann también es conocida a veces como Hélène Legotien o Hélène Legotien-Rytmann, siendo «Legotien» su nombre encubierto durante la Resistencia francesa.

### Carrera en sociología
Ingresó a la Organización Europea de Cooperación Económica como «varitypista» (operadora de Vari-Typer, un tipo de máquina de escribir) en 1951, saliendo de ella como «encargada de estudios» en 1955. Ese mismo año, se unió a un equipo de unos cincuenta investigadores que, bajo la dirección de Alain Touraine, realizaron un amplio estudio sobre «la conciencia obrera». En este contexto, Legotien fue enviada a trabajar en el campo con los trabajadores de Montceau-les-Mines. Luego colaboró en la encuesta que Pierre Naville dedicó, entre 1957 y 1959, a la automatización y el trabajo humano. Siendo la única mujer enviada al campo, estudió los cambios en la organización del trabajo en la Imprimerie Nationale y coescribió el capítulo 3 del informe de la encuesta dirigido por Naville.
En 1959, Legotien fue contratada por la SÉDÉS (Sociedad de Estudios para el Desarrollo Económico y Social). Dentro de esta filial privada de la Caja de Depósitos y Consignaciones, realizó tareas de documentación antes de ser encargada de estudios y redactar varios informes de sociología rural que examinaban críticamente las consecuencias del desarrollo de la agricultura comercial en Francia y en las antiguas colonias francesas de África subsahariana. Con sus superiores y colegas economistas, abogó por el diseño de operaciones de desarrollo rural más ligeras y que se apoyaran más en el conocimiento agrario de las poblaciones locales. En términos metodológicos, también abogó por la adopción de métodos de encuesta ligeros e inspirados en el enfoque del sociólogo de intervención italiano Danilo Dolci.
En 1975, se retiró y dejó la SÉDÉS. Su retiro no le impidió continuar realizando encuestas sociológicas. Cuando fue asesinada por su esposo el 16 de noviembre de 1980, Legotien estaba involucrada en una encuesta colectiva sobre la memoria obrera y el cambio social en Port-de-Bouc.

### Feminicidio
El 16 de noviembre de 1980, Hélène Rytmann fue asesinada por estrangulamiento por su esposo en su apartamento de la École Normale Supérieure. Su esposo le aplastó el laringe y la mató. El feminicidio nunca fue objeto de una investigación exhaustiva. En enero de 1981, Louis Althusser fue declarado incapaz de ser juzgado bajo el artículo 64 del código penal francés, con el juez reclamando una «responsabilidad disminuida» debido a una enfermedad mental.
Hélène Rytmann está enterrada en la sección judía del cementerio parisino de Bagneux.

### Reflexiones retrospectivas sobre el feminicidio
En un artículo científico publicado en 2015, Francis Dupuis-Déri demostró que «inmediatamente se impone en el espacio público la tesis de la locura para explicar este caso. Cualquier análisis sociológico o político, por no decir feminista, es descartado». Los argumentos psicológicos permitieron a Louis Althusser disculparse desde la instrucción –de hecho, ni siquiera fue detenido– y en los medios de comunicación. «Althusser desplegó mucha energía para presentarse como loco, y, por lo tanto, no responsable del asesinato, mientras que era reconocido como un erudito racional», escribe Francis Dupuis-Déri. Añade que «en los minutos y horas que siguieron al asesinato, Althusser contó con el apoyo incondicional de la dirección de la École Normale Supérieure, de sus terapeutas, amigos y discípulos, quienes formaron una línea de defensa antes de que las autoridades judiciales se ocuparan del caso». Finalmente, observa que el asesinato de Hélène Rytmann presenta las características de un feminicidio, aunque este término no existiera como tal en esa época.
En diciembre de 2023, retomando el trabajo de Francis Dupuis-Déri y entrevistando a personas que habían estado cerca de Hélène Rytmann en las últimas semanas de su vida, Libération también concluyó que se trataba de un feminicidio típico, con todos sus indicadores: control de su horario, sufrimientos gratuitos infligidos al engañarla a la vista en el mar con una invitada, y reacción cuando ella anunció su intención de dejarlo. Althusser escribió  

«No sé qué régimen de vida le impuse a Hélène (y sé que realmente pude haber sido capaz de lo peor), pero ella declaró con una resolución que me aterrorizó que ya no podía vivir conmigo, que yo era para ella un «monstruo» y que quería dejarme para siempre. […] Luego tomó disposiciones prácticas que me resultaron insoportables: me abandonaba en mi propia presencia, en nuestro propio apartamento. […] Este abandono me parecía más insoportable que cualquier cosa».

Hélène Rytmann dijo ella misma, unos días antes de su regreso a París y su asesinato, «Está mal, es violento, temo volver».

### Homenaje y contra-homenaje
En 2023, estudiantes de la ENS decidieron rendirle homenaje, renombrando el salón estudiantil, llamado «sala Aron», como «sala Hélène-Legotien-Rytmann». El director de la escuela, Frédéric Worms, dijo haber redescubierto el tema gracias a ellas, pero se opuso al cambio de nombre de la sala Aron, prometiendo encontrar una sala dedicada en 2024. Unos días después, el salón fue vandalizado y cubierto con grafitis que decían «Abajo las feministas».

## Legado
La novela de 2002 de John Banville, «Shroud» (El velo), está parcialmente inspirada en el escándalo del asesinato de Hélène Rytmann.
The Forward menciona a Hélène Rytmann como ejemplo de mujer judía que «cambió Francia» y sugiere que es «hora de que recordemos a Hélène Rytmann con dignidad como individuo» por su papel en la Resistencia francesa.